# С дъх на бадеми
„С дъх на бадеми“ е български игрален филм (романтичен, драма, криминален) от 1967 година на режисьора Любомир Шарланджиев, по сценарий на Павел Вежинов. Оператор е Атанас Тасев. Музиката във филма е композирана от Ангел Михайлов. Художник на постановката е Петко Бончев.

## Сюжет
След работния ден във фризьорския салон Герда и Жени решават да се отбият в близкия ресторант. Герда споделя за връзката си с д-р Михаил Никодимов – семеен мъж, с когото живее от известно време. По същото време в дома на семейство Саваринови, хора от по-висока социална прослойка започва прием. Домакинята е положила много грижи за външността си. Направила си е прическа при Герда. Когато пристига младият учен Белокожов, става ясно, че той е причината за нейното вълнение. Но предпочитанията на младия учен са на страната на младата, непринудена Мина. В мансардата на Герда избухва скандал. Озлобена, тя казва на Никодимов всичко, което е таила в душата си. На вратата се звъни. Това е съпругата му. Той я отпраща. Връща се при Герда и заявява, че от утре ще остане завинаги при нея. Но нещо се е скъсало в душата на младата жена и тя го изгонва. Отчаян, Никодимов отива в болницата и изпива ампула цианкалий... В парка Мина и Белокожов, щастливи, разговарят за любовта...

## Състав

### Актьорски състав
| Изпълнител                                               | Роля                                                    |
| -------------------------------------------------------- | ------------------------------------------------------- |
| Невена Коканова                                          | Герда, фризьорка                                        |
| Георги Георгиев – Гец (като Георги Георгиев)             | д-р Михаил Никодимов                                    |
| Искра Хаджиева                                           | Юлия Северинова                                         |
| Антония Чолчева                                          | Жени, фризьорка                                         |
| Стефан Данаилов                                          | Мишо Белокожов                                          |
| Доротея Тончева                                          | балдъзата Мина                                          |
| Васил Михайлов                                           | проф. Северинов                                         |
| Георги Черкелов                                          | инспекторът                                             |
| Георги Попов                                             | следователят                                            |
| Тихомир Златев                                           | бай Кольо, охрана на Катедрата по фармакология при ИСУЛ |
| Йосиф Сърчаджиев                                         | оперативният работник                                   |
| Росица Данаилова (не е посочена в надписите на филма)    | русата гостенка                                         |
| Тодор Андрейков (не е посочен в надписите на филма)      | гост на Северинови                                      |
| Евстати Стратев (не е посочен в надписите на филма)      | клиент в ресторанта                                     |
| Милка Туйкова (не е посочена в надписите на филма)       | съпругата на Никодимов                                  |
| Стефан Мавродиев (не е посочен в надписите на филма)     | колега на Белокожов                                     |
| Меглена Караламбова (не е посочена в надписите на филма) | колежка на Белокожов                                    |
| Румен Сурджийски (не е посочен в надписите на филма)     | колега на Белокожов                                     |

### Творчески и технически екип
| Режисьор               | Любомир Шарланджиев                                      |
| Сценарий               | Павел Вежинов                                            |
| Оператор               | Атанас Тасев                                             |
| Художник               | Петко Бончев                                             |
| Музика                 | Ангел Михайлов                                           |
| Звукооператор          | Дончо Хинов                                              |
| Асистент-звукооператор | Митко Стефанов                                           |
| Монтаж                 | Жени Радева                                              |
| Асистент-монтаж        | Венци Каранешева                                         |
| Втори режисьор         | Милен Николов                                            |
| Асистент-режисьори     | Маня Радучева Михаил Кирков                              |
| Асистент-оператори     | Райко Стефанов Георги Ночев Атанас Атанасов              |
| Грим                   | Нини Димчева                                             |
| Фотограф               | Жени Вълова                                              |
| Осветление             | Константин Гошев                                         |
| Организатори           | Пенчо Димитров Людмил Милев                              |
| Директор               | Атанас Пападопулос                                       |
| Разпространявано от    | Българска кинематография Студия за игрални филми „БОЯНА“ |

## Награди
- Награда за женска роля на Невена Коканова от ФБФ (Варна, 1967).
- Награда за мъжка роля на Георги Георгиев – Гец от ФБФ (Варна, 1967).